# Stefan Freunschlag
Stefan Freunschlag (* 1. November 1996 in Linz) ist ein österreichischer Eishockeyspieler, der seit September 2022 beim FASS Berlin in der Eishockey-Regionalliga unter Vertrag steht.

## Karriere
Stefan Freunschlag begann seine Karriere in seiner Heimatstadt Linz und gehörte ab der Saison 2016/17 zum erweiterten Profikader. Zudem kam er zu Einsätzen für die Steel Wings Linz in der Alps Hockey League.
Seit September 2022 steht er beim FASS Berlin in der Eishockey-Regionalliga unter Vertrag.

## Erfolge und Auszeichnungen
- 2015 Österreichischer U20-Meister mit dem EHC Linz

## Karrierestatistik
(Legende zur Spielerstatistik: Sp oder GP = absolvierte Spiele; T oder G = erzielte Tore; V oder A = erzielte Assists; Pkt oder Pts = erzielte Scorerpunkte; SM oder PIM = erhaltene Strafminuten; +/− = Plus/Minus-Bilanz; PP = erzielte Überzahltore; SH = erzielte Unterzahltore; GW = erzielte Siegtore; 1 Play-downs/Relegation; Kursiv: Statistik nicht vollständig)